# Flygtningen (film fra 1993)
 For alternative betydninger, se Flygtningen. (Se også artikler, som begynder med Flygtningen)
Flygtningen (originaltitel The Fugitive) er en amerikansk film fra 1993 instrueret af Andrew Davis.
Filmens hovedroller spilles af Harrison Ford som dr. Richard Kimble og Tommy Lee Jones i rollen som deputy marshall Samuel Gerard.
The Fugitive er en biografudgave af tv-serien af samme navn fra 1960'erne med David Janssen i hovedrollen, ligesom der i 2000-2001 blev lavet yderligere en genindspilning af tv-serien.
En række film bærer originaltitlen The Fugitive herunder The Fugitive (1947) med Henry Fonda i hovedrollen (Magten og Æren), The Fugitive (1910), The Fugitive (1925) m.fl.
Karakteren i The Fugitive Marshal Samuel Gerard, spillet af Tommy Lee Jones, dukker op i, hvad flere rubricerer som en efterfølger til The Fugitive (1993), nemlig filmen U.S. Marshals (1998), dog uden at karakteren dr. Richard Kimble medvirker i produktionen.

## Medvirkende
- Harrison Ford som dr. Richard Kimble
- Tommy Lee Jones som deputy marshal Samuel Gerard
- Sela Ward som Helen Kimble
- Julianne Moore som dr. Anne Eastman
- Joe Pantoliano som agent Cosmo Renfro
- Andreas Katsulas som Frederick Sykes
- Jeroen Krabbé som dr. Charles Nichols
- Daniel Roebuck som agent Robert Biggs
- L. Scott Caldwell som agent Poole
- Tom Wood som agent Noah Newman
- Ron Dean som civilbetjent Kelly
- Joseph F. Kosala som civilbetjent Rosetti
- David Darlow som dr. Lentz
- Eddie Bo Smith Jr. som Copeland
- Jane Lynch som dr. Kathy Wahlund
- Nick Searcy som sherif Rawlins
- Neil Flynn som betjent